# François de Cuvilliés
Jean François de Cuvilliés (23. října 1695, Soignies, Belgie - 14. dubna 1768, Mnichov, Německo) byl bavorský designér a architekt belgického původu, který působil na dvoře Wittelsbachů v Mnichově a také po celé střední Evropě.
Bývá také nazýván Cuvilliés starší, aby se odlišil od svého syna Françoise Cuvilliése (mladšího), který byl rovněž architektem.

## Život
Jean François Joseph Vincent Cuvilliés se narodil jako předposlední ze šesti dětí v malém městečku Soignies v provincii Hainaut, která byla v té době součástí španělského Nizozemí. Během války o španělské dědictví našel útočiště u dvora generálního guvernéra, kterým tehdy byl bavorský kurfiřt Maxmilián II. Emanuel. Cuvilliés byl malý a neduživý a kurfiřt ho u sebe ponechal jako dvorního trpaslíka. Kurfiřt si záhy všiml jeho talentu a nechal Cuvilliése studovat matematiku a pevnostní stavitelství. V letech 1720—1724 ho poslal do Paříže studovat soudobou architekturu a interiérový design a seznámit se s nejnovějšími uměleckými směry.
Po návratu do Mnichova pracoval Cuvilliés pod vedením dvorního stavebního mistra Josefa Effnera, a to na počátku, kdy navrhoval interiéry zámku Schleissheim, především jako dekoratér. Cuvilliés také pracoval pro bratra nového kurfiřta, kolínského arcibiskupa Klementa Augusta, pro něhož vytvořil návrh zámků Augustusburg a Falkenlust. V Mnichově tvořil interiéry a v panovnické rezidenci navrhl řadu místností (sál předků, kabinet pokladu, byt s "bohatými pokoji", zelenou galerii), které se přes škody utrpěné za druhé světové války dochovaly dodnes. Pro manželku kurfiřta Karla VII. Amálii Habsburskou navrhl samostatně zámeček Amalienburg v zahradách zámku Nymphenburg. Tyto realizace představují první rokokové stavby v jižním Německu.
Stavební činnost byla přerušena Karlovým zvolením německým císařem v r. 1742 s následnými válkami o dědictví rakouské a k jejímu obnovení začalo docházet až několik let po cášském míru. Během těchto let se Cuvilliés intenzivně věnoval vydáváni rytin, šlo o 50 svazků výtisků ve velkém formátu, z nich každý obsahoval šest listů. Poslední tisky vyšly až po autorově smrti. V roce 1749 vypracoval na objednávku hesensko-kasselského lankraběte Viléma VIII. výkresy nového divadla. Jeho rozměry jsou oproti opeře, která byla později ve městě postavena, asi poloviční. Dodnes se v hesenském státním archivu zachovaly původní akvarelové plány - dva půdorysy a tři řezy. Cuvilliés postavil v letech 1750—1755 divadelní sál v mnichovské panovnické rezidenci. Jednalo se o dílo vrcholného rokoka, které bylo až na drobné části interiéru bohužel zničeno bombardováním v r. 1944.

## Dílo
- zámek Augustusburg, Brühl (1726)
- pavilon Falkenlust, Brühl (1729)
- pavilon Amalienburg, Nymphenburg (1734)
- opatství v Schäftlarnu (1733—40)
- interiér královské rezidence v Mnichově (1730—37)
- divadlo Cuvilliés, bezprostředně u rezidence (1751—53)
- zámek Türnich (1757—63)
- fasáda kostela Theatinerkirche, Mnichov (1765—68)

## Galerie

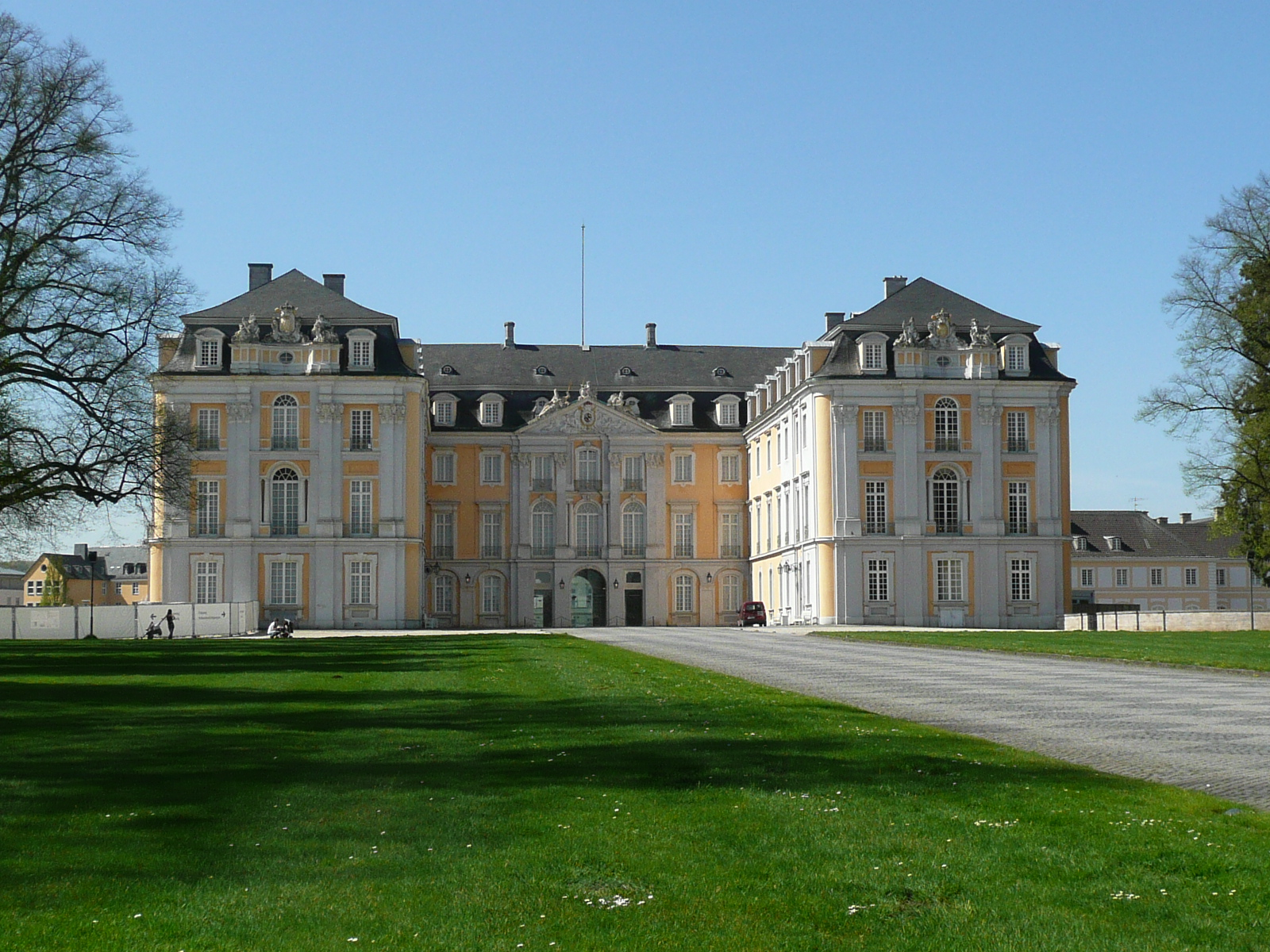
Zámek Augustusburg
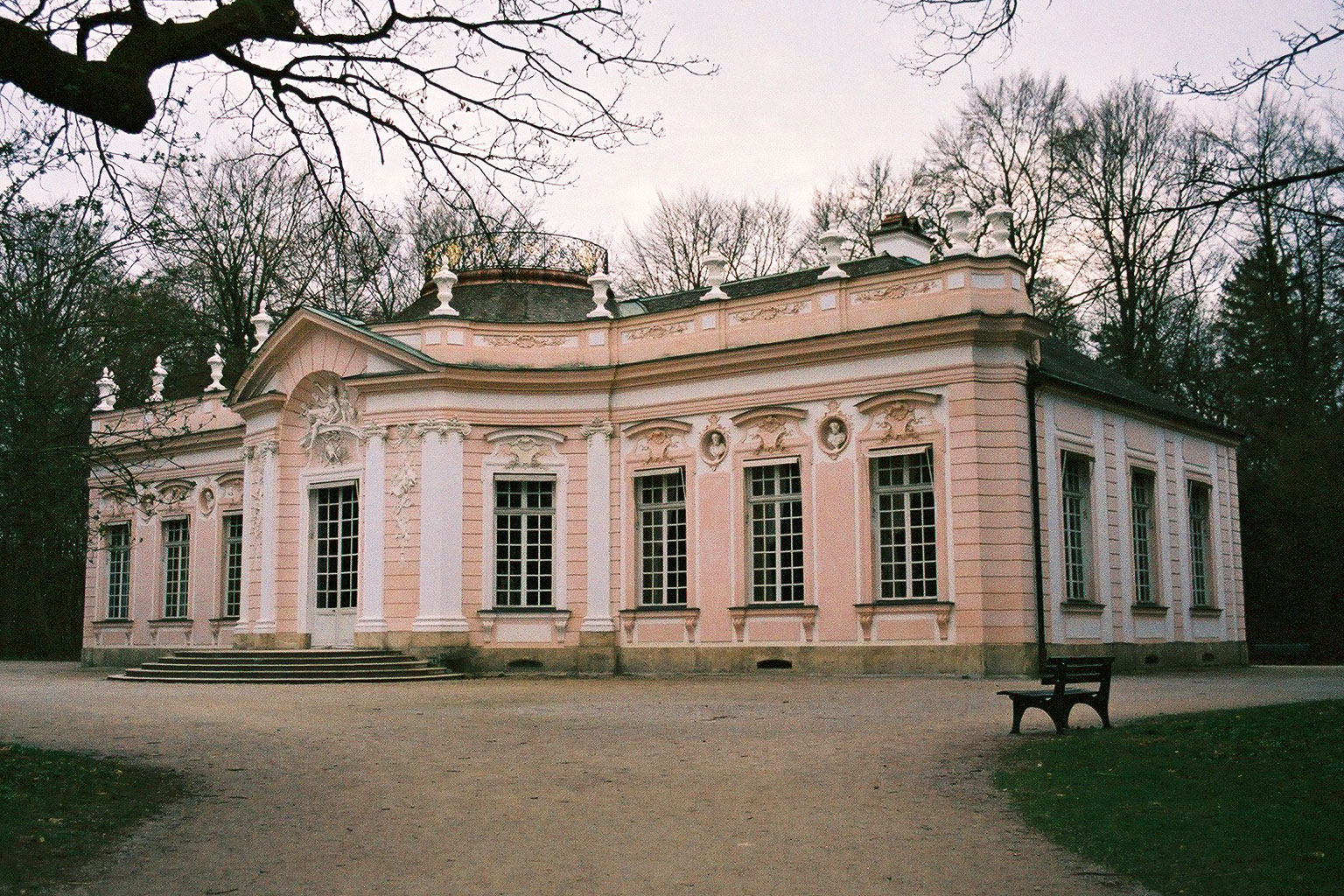
Pavilon Amalienburg
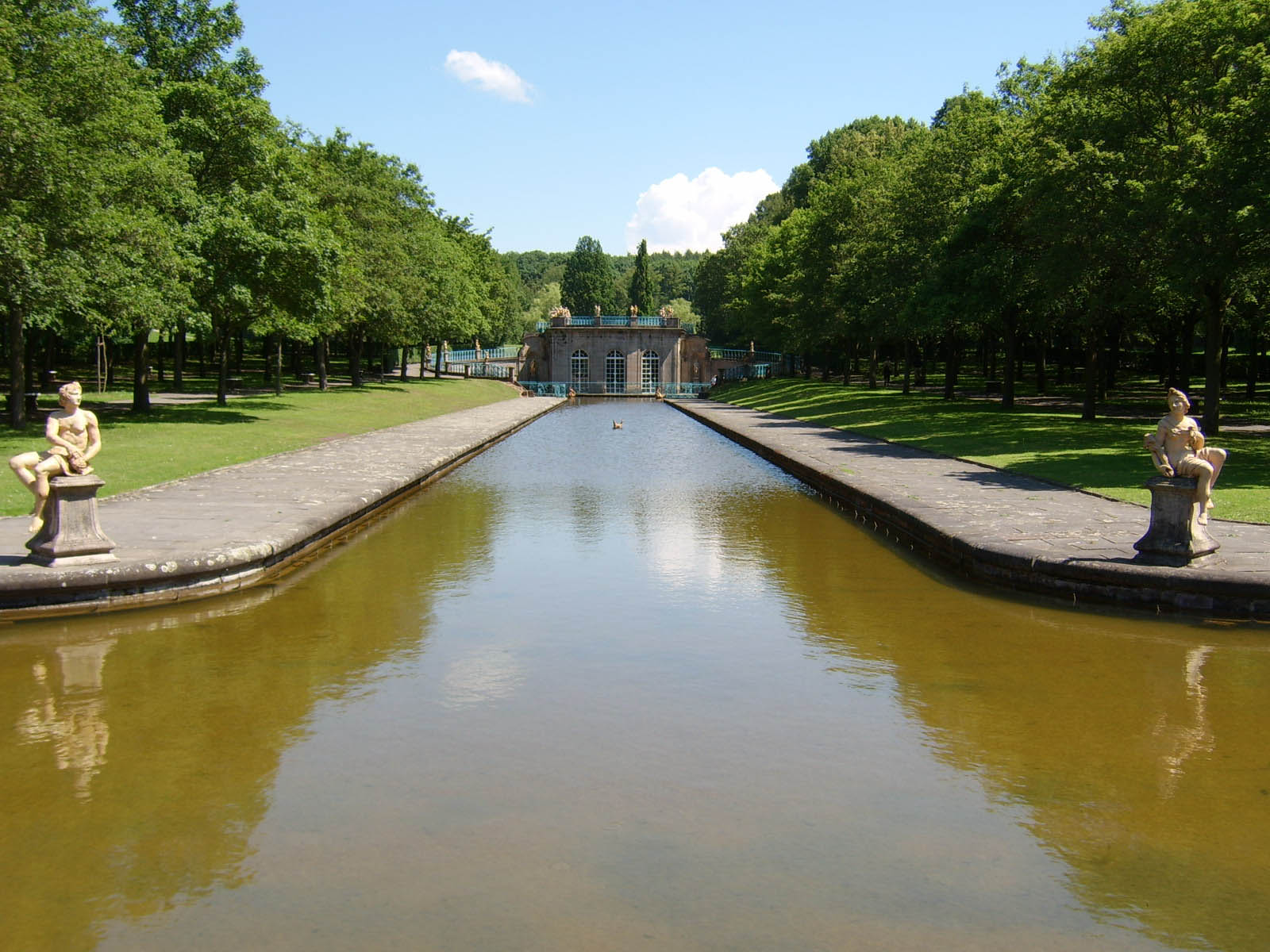
Park na zámku Wilhelmsthal, blízko města Kassel.
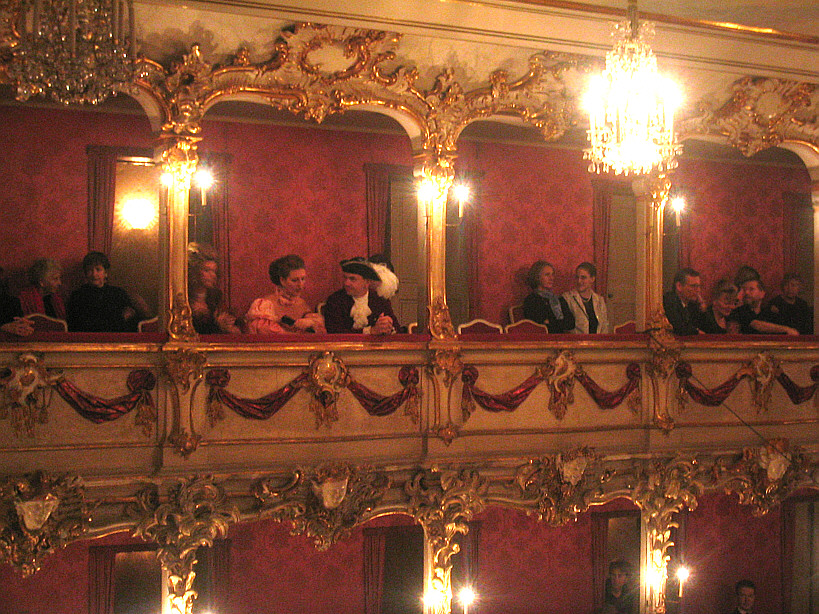
Divadlo Cuvilliés
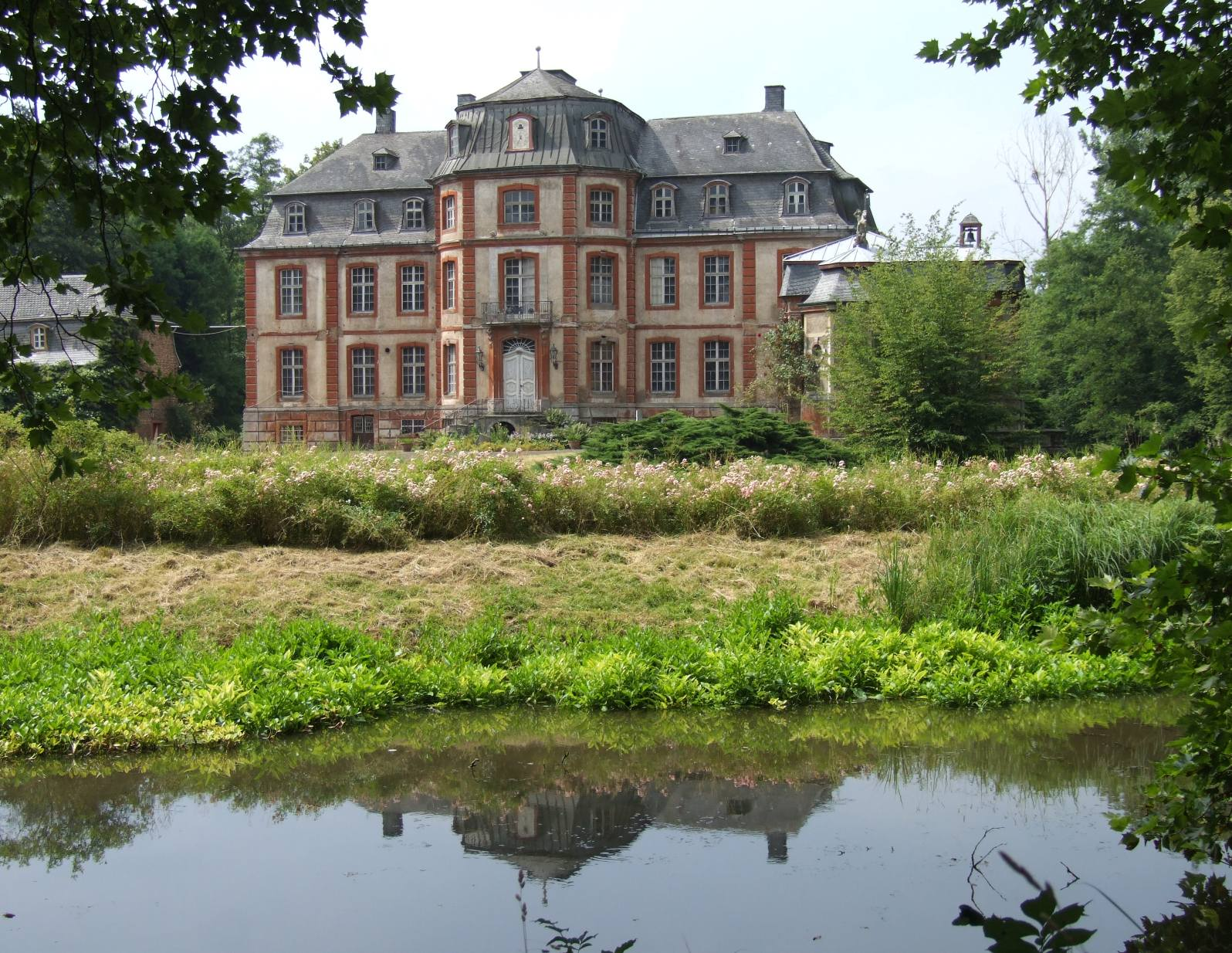
Zámek Türnich.
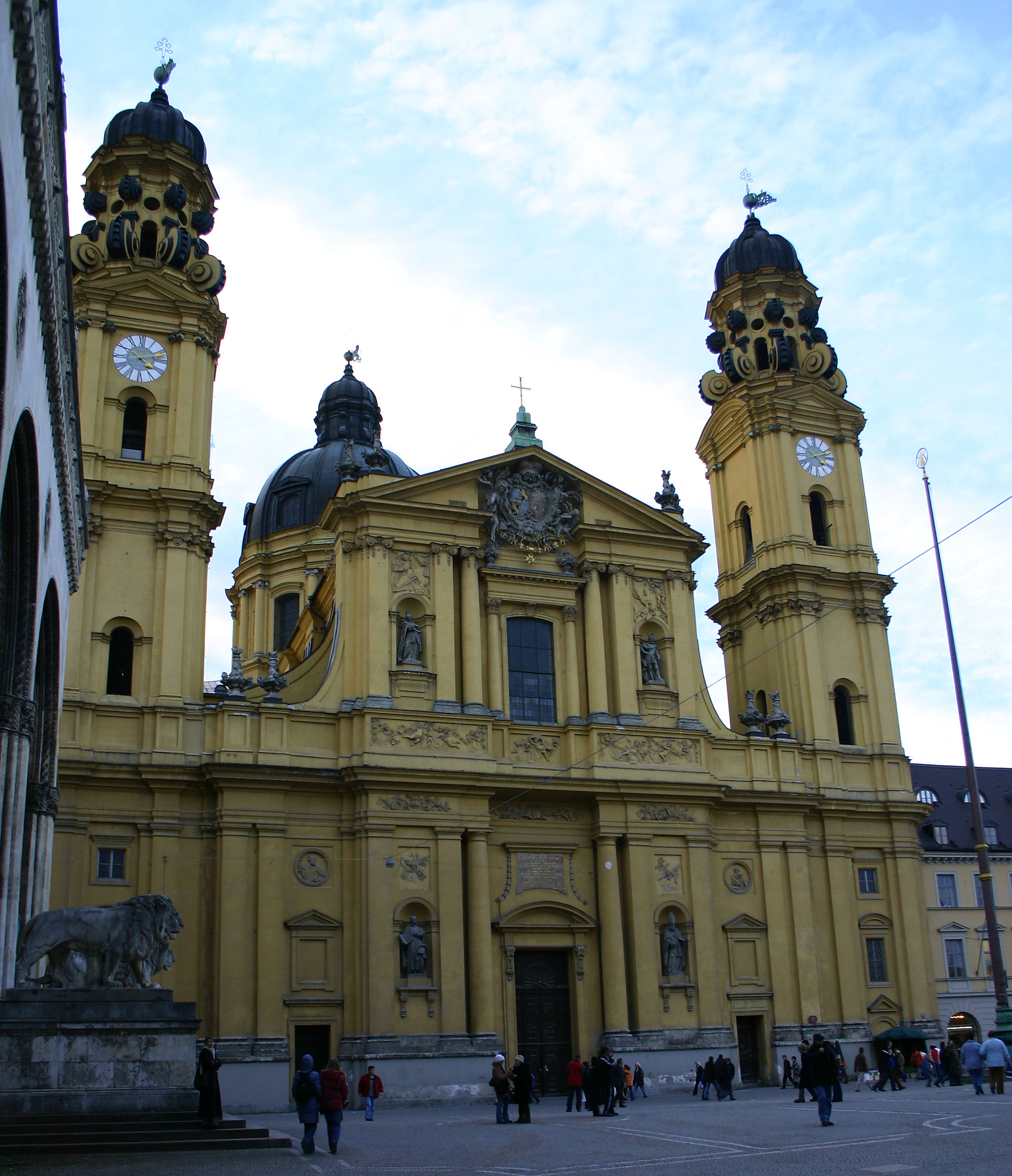
Kostel Theatinerkirche